# Belkotta, Gulbarga
Belkotta là một làng thuộc tehsil Gulbarga, huyện Gulbarga, bang Karnataka, Ấn Độ.